# 卡丽比努尔·斯迪克
卡丽比努尔·斯迪克，乌孜别克族，乌鲁木齐市人，1990年9月起在乌鲁木齐市第24小学任教师，2018年2月10日退休。2019年10月，她以看望女儿为由出境后，定居荷兰，未曾回到中国。此后开始指控新疆人权问题。